# Friedrich Stegen

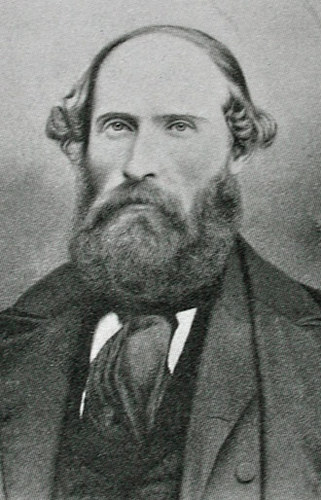
Brustbild Friedrich Stegens von einem noch unidentifizierten Künstler

Friedrich Stegen (vollständiger Name: Carl Heinrich Friedrich Stegen, * 1815 oder 1818 in Linden; † 3. April 1875 in Alfeld an der Leine) war ein deutscher Arbeiterfunktionär, Buchdrucker und 1849 Mitbegründer der Norddeutschen Arbeitervereinigung. Zur Zeit der beginnenden Industrialisierung im Königreich Hannover setzte sich Stegen politisch für eine Emanzipation der Arbeiter ein, weniger durch radikale Revolutionen als vielmehr durch Bildung der Arbeitnehmer und Reformen.
Der Unternehmer Friedrich Stegen gilt als eine bedeutende Persönlichkeit der hannoverschen  Sozialdemokratie und gründete die Niedersächsische Volkszeitung, eine Vorläuferin der Alfelder Zeitung. Vielfach in Konflikten mit den alten Obrigkeiten des 19. Jahrhunderts, wurde der sozial Engagierte schließlich zum Bürgervorsteher der Stadt Alfeld gewählt.

## Leben

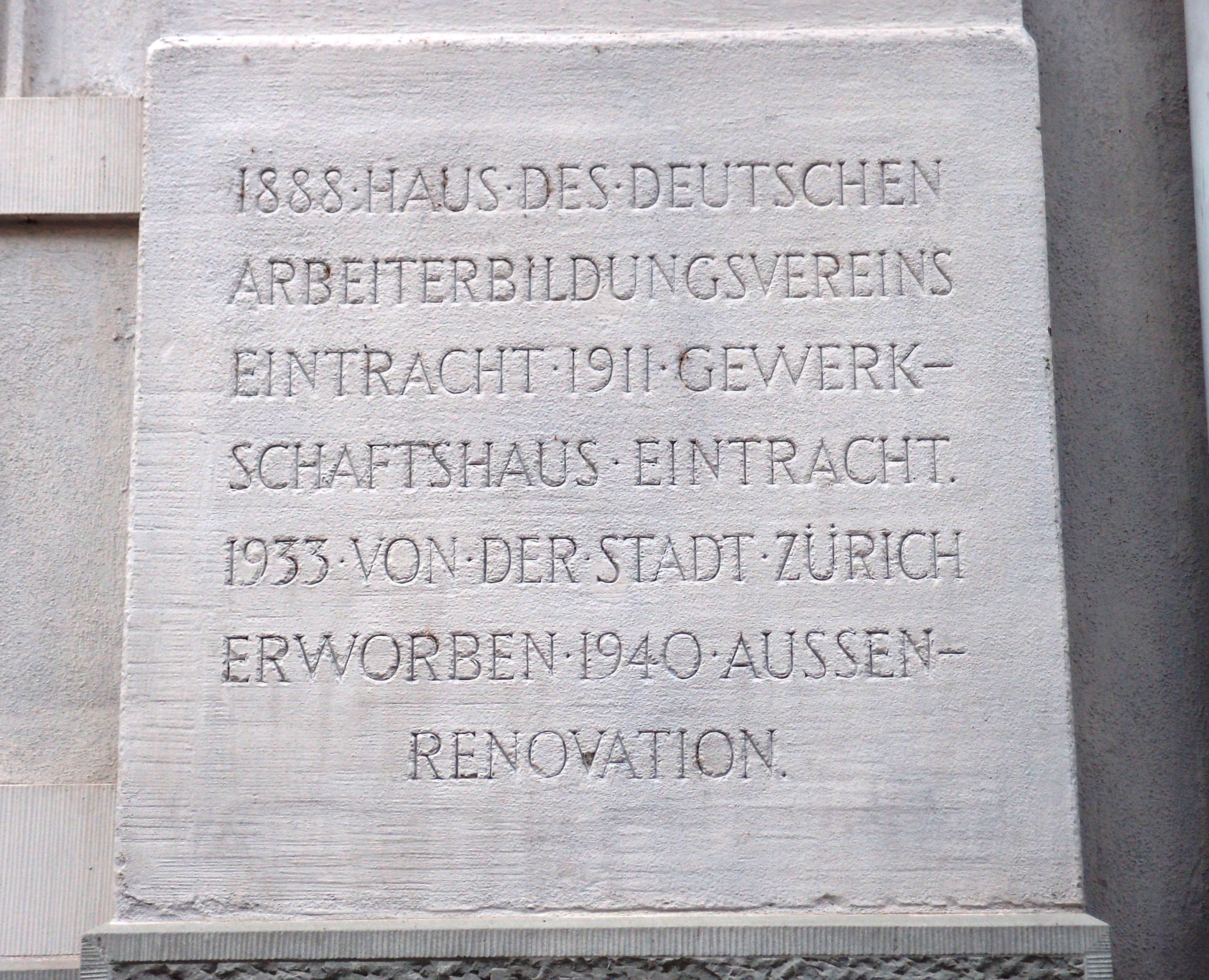
Inschrift auf der Tafel am „Haus des Deutschen Arbeiterbildungsvereins Eintracht“, später „Gewerkschaftshaus Eintracht“ am Neumarkt 5b in Zürich

Geboren zu Beginn des Königreichs Hannover, gibt es aktuell „über Friedrich Stegens Kindheit, Schulzeit und Jugend [ansonsten ...] keine verlässlichen Informationen.“ Nach seiner Ausbildung zum Buchdrucker ging Stegen als Geselle auf Wanderschaft und arbeitete währenddessen in Gießen, Stuttgart, Wiesbaden und in der Schweiz in Zürich, wo er Mitglied des Zürcher Lesevereins wurde, des späteren Deutschen Arbeiterbildungsvereins Eintracht.
Nach seiner Rückkehr in die Residenzstadt Hannover, wo nach dem Ende der Personalunion zwischen Großbritannien und Hannover König Ernst August I. im Gustus eines absolutistischen Gottesgnadentums regierte, fand Friedrich Stegen einen Arbeitsplatz und ergriff nach dem Zürcher Vorbild am 23. August 1845 die Initiative zur Gründung des hannoverschen „Buchdruckerlesevereins“, „der als Keimzelle der Druckergewerkschaft angesehen wird“.
Gut zwei Jahre später, in Hannover begann die Märzrevolution, ging aus dem Buchdruckerleseverein am 1. April 1848 der hannoversche Arbeiterverein hervor, dessen Mitglieder Stegen zu ihrem Präsidenten wählten.
Zum 11. Juni 1848 reiste Stegen nach Mainz zur ersten nationalen Buchdruckerversammlung, um als Delegierter die Interessen seiner hannoverschen Kollegen zu vertreten.
Etwa zwei Wochen später wurde Stegen, der mit dem wesentlich radikaleren Ludwig Stechan befreundet war, am 26. Juni 1848 auf Betreiben des konservativ-liberalen Innenministers Johann Carl Bertram Stüve wegen „Hochverrats“ verhaftet mit der Begründung, er habe „Schmähschriften“ drucken lassen. „So zumindest bezeichneten die Herrschenden Druckwerke, die sie für umstürzlerisch hielten“. Nach den Ermittlungen des Königlich Hannöverschen General-Polizei-Direktors Karl Wermuth und seines preußischen Amtskollegen Wilhelm Stieber stammten die angeblichen Machwerke aus der Feder des Kaufmanns Friedrich Conrad Theodor Wiechel. Vor dem hannoverschen Stadtgericht konnte Stegen jedoch glaubhaft machen, dass er den Inhalt der inkriminierten Schriften nicht gekannt habe.
Nachdem im August und September 1848 in Berlin die Norddeutsche Arbeitervereinigung gegründet worden war, wurde Stegen 1849 zum Vizepräsidenten der zu dieser Vereinigung gehörenden „Allgemeinen Arbeiterverbrüderung“ gewählt. Als Deputierter des Arbeitervereins zu Hannover reiste Stegen 1850 nach Bremen, um dort vom 28. bis 29. Mai 1850 die Interessen der hannoverschen Kollegen zu vertreten. Zwischen Ende 1850 und Ende 1851 wurde dann auch das Zentralbüro der Norddeutschen Arbeitervereinigung von Bremen nach Hannover verlegt.
Unterdessen hatte Friedrich Stegen in seinem Geburtsort Linden am 19. September 1849 den „Lindener Arbeiterverein“ mitgegründet – war auch von dessen Mitgliedern 1850 zum Präsidenten gewählt worden. Mit der Gründung dieses weiteren Arbeitervereins wollte Stegen „gegen unpolitische Tendenzen im hannöverschen Verein angehen“. Der Verein bestand allerdings nur bis 1852. Im selben Jahr verließ Stegen Hannover und siedelte nach Alfeld über.
An seinem neuen Wohnort wurde Friedrich Stegen Besitzer einer Buchdruckerei, mit deren Hilfe er am 23. Dezember 1852 erstmals das „Wochen- und Anzeigenblatt für die Städte Alfeld, Elze und Gronau“ als Probenummer herausgab, die ab dem 1. Januar 1853 als Erstausgabe der Wochenzeitung unter dem Obertitel Niedersächsische Volkszeitung erschien.
Im Jahr 1855 kaufte Friedrich Stegen in Alfeld das Haus Lührig in der Kurze Straße und heiratete Caroline Witte aus Grünenplan, die im selben Jahr erst den Sohn Robert, drei Jahre später 1858 auch Georg Stegen gebar. Ebenfalls ab 1855 und bis 1860 erhielt Friedrich Stegen für seine Wochen- und Anzeigen-Zeitschrift, die der politischen Opposition häufig als Sprachrohr diente und als Vorläuferin der späteren Alfelder Zeitung gilt, mehrere Verwarnungen und Geldstrafen, unter anderem wegen „anstößigem Angriff auf das Christenthum“. Im Jahr 1859 wurde die Zeitschrift sogar vorübergehend verboten.
Im Jahr der Ausrufung des Deutschen Kaiserreichs, in dem der „Hannöversche Arbeiterverein“ 1871 sein Stiftungsfest feierte, war auch der Mitbegründer Friedrich Stegen in Hannover bei den Feierlichkeiten in Hannover anwesend.
In den folgenden Gründerjahren erschien Stegens Zeitung ab 1874 erstmals drei Mal pro Woche. Nachdem er im Folgejahr am 3. April an den Folgen einer Lungenentzündung starb, widmeten ihm die Gäste des 30. Stiftungsfestes des hannoverschen Arbeitervereins noch im selben Jahr 1875 einen „ehrenden Nachruf“.
Friedrich Stegen hatte sich vielfach in Vereinen betätigt und das Leben in Alfeld in der zweiten Hälfte des 19. Jahrhunderts nicht nur als Bürgervorsteher entscheidend mitgeprägt. „Es war ihm gelungen, den Ruf seiner Zeitung zu festigen und einen Abonnentenkreis aufzubauen, der das Fortbestehen des Blattes“, das als erste Lokalzeitung Alfelds erschien, „auch über seinen Tod hinaus sicherte“. Sie weitete ihr Verbreitungsgebiet weiter aus und erschien ab 1876 zunächst unter dem neuen Namen Kreiszeitung für die Ämter und Städte Alfeld, Elze u. Gronau sowie die angrenzenden braunschweigischen Ortschaften und ab 1883 als Niedersächsische Volkszeitung, Allgemeiner Anzeiger für die Ämter, Alfeld, Gronau, Calenberg, Lauenstein, Eschershausen und Greene.